# Eliana Jones
Eliana Jones (nacida el 28 de octubre de 1997) es una actriz canadiense, más conocida como Alexa Sworn en el serie de televisión de Netflix Hemlock Grove y la versión más joven de Lyndsy Fonseca   el personaje de Alexandra Udinov en Nikita. Jones apareció en nueve episodios de Nikita: "Rough Trade", "Free", "Alexandra", "Echoes", "Betrayals", "Pandora", "Knightfall", "Guardians", y "Pale Fire". Su última aparición en Nikita fue en la temporada 2, episodio 11 llamado "Pale Fire".  Jones convertirse en actriz cuando su madre la llevó a una clase de interpretación. Después de clase, Jones pensó que era muy agradable. Como resultado, Jones abandonó la gimnasia, lo que había estado practicando durante seis años y comenzó a tomar clases de interpretación. Jones finalmente decidió que quería convertirse en actriz profesional después de su tiempo en Nikita.

## Filmografía
| Año       | Título              | Personaje        | Notas                                                |
| --------- | ------------------- | ---------------- | ---------------------------------------------------- |
| 2010–2012 | Nikita              | Joven Alex       | Recurrente (T 1–2)                                   |
| 2012      | Skatoony            | Contestant       | Episodio: "Sports Academy"                           |
| 2013      | Hemlock Grove       | Alexa Sworn      | Recurrente (T 1)                                     |
| 2013      | Port Hope           | Greer Somerset   | Película de televisión                               |
| 2013      | Lost Girl           | Teen Tamsin      | Episodios: "Turn to Stone", "Sleeping Beauty School" |
| 2013      | Step Dogs           | Lacey            | Película                                             |
| 2014–2016 | Saving Hope         | Molly Kinney     | 4 episodios                                          |
| 2014–2016 | The Stanley Dynamic | Summer           | Recurrente (T 1)                                     |
| 2016      | The Swap            | Aspen Bishop     | Disney Channel Original Movie                        |
| 2016      | Double Mommy        | Kristin          | Película de televisión                               |
| 2016      | Backstage           | Mel              | Episodios: "Juggle", "Dig Deeper"                    |
| 2016      | Neverknock          | Sydney           | Película de televisión                               |
| 2017      | Supergirl           | Josie            | Episodio: "Midvale"                                  |
| 2017–2018 | Heartland           | Peyton Westfield | Recurrente (T 11), 5 Episodios                       |
| 2018      | Night Hunter        | Lara             | Película; originalmente llamada: "Nomis"             |
| 2019      | Northern Rescue     | Gwen             | Recurrente                                           |
| 2021      | Acapulco            | Becca            | 2 episodios                                          |